# 科里季夏
50°27′47″N 27°20′4″E / 50.46306°N 27.33444°E
科里季夏（烏克蘭語：Коритища），是烏克蘭北部的村莊，隸屬日托米爾州的茲維亞赫爾區。該村始建於1603年，面積1.66平方公里，海拔高度220米，2001年人口320，人口密度每平方公里192.54人。